# Brillion, Wisconsin
Brillion là một thành phố thuộc quận Calumet, tiểu bang Wisconsin, Hoa Kỳ. Năm 2000, dân số của thành phố này là 2937 người.